# Tweede Kamerverkiezingen 2017/Kandidatenlijst/Jezus Leeft
Dit is de lijst van kandidaten van Jezus Leeft voor de Nederlandse Tweede Kamerverkiezingen van 15 maart 2017, zoals deze op 3 februari 2017 werd vastgesteld door de Kiesraad.. De partij deed mee in 7 van de 20 kieskringen

## Achtergrond
Jezus Leeft diende bij de Kiesraad enkel kandidatenlijsten in voor de kieskringen Lelystad, Nijmegen, Arnhem, Utrecht, Dordrecht, Leiden en Tilburg. De lijsttrekker werd Florens van der Spek.

## De lijst
1. Florens van der Spek – 2.611
2. B.M.C.M.E. Neyndorff – 84
3. B.C. Vlasman – 73
4. J.A.C. van Ooijen – 138
5. W. de Visser – 82
6. J. Winters – 111

VVD · PvdA · PVV · SP · CDA · D66 · ChristenUnie · GroenLinks · SGP · Partij voor de Dieren · 50PLUS · OndernemersPartij · VNL · DENK · Nieuwe Wegen · Forum voor Democratie · De Burger Beweging · Vrijzinnige Partij · GeenPeil · Piratenpartij · Artikel 1 · Niet Stemmers · Libertarische Partij · Lokaal in de Kamer · Jezus Leeft · StemNL · Mens en Spirit/Basisinkomen Partij/V-R · Vrije Democratische Partij
2017 · 2021